# Hormizd IV
Hormizd IV est le Shahanshah (empereur) d'Iran sous la dynastie sassanide ayant régné de 579 à 590.

## Biographie

### Origines
Hormizd est le fils de Khosro Ier, reconnu l'un des plus célèbres souverains sassanides. Les sources orientales et les historiens modernes ont fait de Istämi, le grand-père maternel d'Hormizd. C'est un khagan des Turcs, qui s'allie avec Khosro vers 560 pour vaincre les Hephtalites à la bataille de Gol-Zarriun. Khosro Ier reçoit alors la fille de Istämi en mariage et Hormizd serait né de cette union. Cependant, l'historien Shapur Shahbazi rejette cette hypothèse car des sources affirment que Hormizd est envoyé par son père pour contenir la menace que fait peser Istämi sur le territoire sassanide, à la suite de la division des terres des Hephtalites entre les Perses et les Turcs.
Les historiens s'accordent en général sur une naissance vers 540, étant donné que son fils, le futur Khosro II, naît vers 570. Selon le chroniqueur Sébéos, la mère d'Hormizd est la fille d'un khagan des Turcs, dénommée Kayen. Mais pour Al-Mas'ûdî, elle s'appelle Faqom et serait la fille du chef des Khazars. Selon Shahbazi, le grand-père maternel d'Hormizd serait alors le khagan des Khazars, sachant que ce peuple est souvent confondu avec les Turcs. Enfin, selon Ibn Khordadbeh, il y a bien un mariage d'organiser entre Khosro Ier et le chef des Khzaras, chacun épousant la fille de l'autre.

### Règne
Dès lors que Khosro s'aperçoit des qualités de leader d'Hormizd, il le nomme comme son héritier. Le lignage noble d'Hormizd du côté maternel rajoute à sa légitimité par rapport aux autres fils de Khosro, dont les mères sont de plus basse extraction. Ainsi, en 579, il s'installe sur le trône et, selon des chroniqueurs comme al-Tabari, il se montre cultivé et plein de bonnes intentions, attentif aux pauvres et aux plus faibles. Il poursuit la politique de son père consistant à soutenir la classe de propriétaire terrien (les dehkan) contre l'aristocratie, de même qu'il cherche à protéger les droits des couches les plus basses de la population et à contrecarrer le désir des prêtres zoroastriens de croître en influence. Il en vient à recourir aux exécutions pour affirmer son autorité, ce qui lui vaut l'opposition voire l'hostilité des zoroastriens, d'autant qu'il refuse de persécuter les chrétiens, en déclarant que tous ses sujets peuvent exercer leur religion librement. Finalement, plusieurs prêtres sont mis à mort, dont le mobed, prêtre d'une particulière importance.
Ses relations avec la haute aristocratie sont elles aussi difficiles et il en exécute un grand nombre. Beaucoup d'entre eux sont des figures du régime de son père, comme le ministre Bozorgmehr, le commandant militaire (spahbod) du Khorasan Chihr-Burzen, le spahbod Bahram-i Mah Adhar, le haut dignitaire Izadgushasp ou le spahbod du Khwarwaran Shapur, appartenant à la maison des Ispahbodhan, l'une des principales familles de l'Empire, à laquelle Hormizd est apparenté par son grand-père paternel. Néanmoins, Hormizd ne purge pas l'ensemble de la famille dont des membres continuent d'occuper des postes de haut rang.
En raison des persécutions menées à l'égard de la noblesse et du clergé, Hormizd est vivement critiqué par les sources sassanides, à l'image de Yazdgard Ier qui, au Ve siècle, est dénoncé pour sa tolérance envers les sujets non zoroastriens de l'Empire et son refus de satisfaire aux demandes de l'aristocratie et du clergé. Les sources modernes sont généralement plus favorables à Hormizd. L'orientaliste allemand Theodor Nöldeke estime que le portrait d'Hormizd dressé par les chroniqueurs anciens est excessivement négatif. Il considère que l'empereur est un souverain bien intentionné et désireux de restreindre l'influence de la noblesse et du clergé, pour alléger le fardeau qui pèse sur les couches plus pauvres. Ses efforts sont justifiés  mais les conséquences de sa politique montrent qu'il n'était peut-être pas le mieux placé pour conduire sa politique dans une relative sérénité.

## Guerre contre les Byzantins
De son père, Hormizd IV hérite de la guerre avec l'Empire byzantin, déclenchée en 572. Des négociations de paix sont alors en cours avec l'empereur Tibère II Constantin, qui accepte de renoncer à toutes les prétentions byzantines sur la Persarménie. Il accepte également de rétrocéder la province perse d'Arzanène, occupée par les Byzantins, contre la restitution de la cité frontalière de Dara,. Toutefois, Hormizd exige le paiement d'un tribut annuel, en référence à celui accepté par Justinien et dont la cessation a causé la reprise des hostilités. Du fait de ces négociations, les hostilités sont interrompues en Mésopotamie mais elles se poursuivent en Arménie, où Varaz Vzour est devenu le nouveau gouverneur perse.
Grâce aux efforts des généraux Cours et Jean Mystacon, les Byzantins obtiennent des succès, contrebalancés par une défaite. Au début de l'année 580, les Lakhmides, vassaux des Sassanides, sont vaincus par les Ghassanide, eux-mêmes alliés des Byzantins. En outre, une armée byzantine ravage la province de Garamig ud Nodardashiragan, allant jusqu'en Médie. Dans le même temps, le souverain ibère Bakour III, allié des Perses, meurt et laisse deux fils en bas âge. Hormizd en profite pour abolir la monarchie d'Ibérie. Il nomme son fils, Khosro, comme gouverneur de l'Albanie du Caucase. Là, Khosro négocie la soumission des élites ibères, permettant l'incorporation de la région à l'Empire sassanide,. 
En 581, les Byzantins mènent une campagne ambitieuse, dirigée par Maurice, soutenue par al-Mundhir III. Cette armée vise directement Ctésiphon, capitale des Sassanides. Elle longe l'Euphrate sur sa rive sud, accompagnée par une flotte de soutien et détruit la forteresse d'Anatha, avant d'atteindre la région de l'antique Assuristan. Toutefois, le pont sur l'Euphrate a alors été détruit par les Sassanides pour sécuriser l'approche de Ctésiphon. En outre, le général perse Adarmahan mène des opérations au nord de la Mésopotamie, menaçant les lignes de ravitaillement byzantines. Il razzie notamment l'Osroène et s'empare de la ville d'Edesse. Il se tourne ensuite vers Callinicum. Maurice est alors contraint de se replier, avec une armée fatiguée, alors que des tensions naissent avec al-Mundhir, sans les empêcher de vaincre Adarmahan sur le chemin du retour.

## Guerre contre les Turcs
En 588, le khagan des Turcs Bagha Qaghan et ses vassaux hephtalites envahissent la région de l’Oxus et défont une armée sassanide à Balkh. Après la prise de la ville, ils s’emparent consécutivement de Talaqan, Badghis et Hérat. C’est Bahram Chobin qui est choisi pour contre-attaquer et recevoir le gouvernement du Khorasan. Il semble avoir eu une armée de 12 000 cavaliers et parvient à vaincre les envahisseurs avant de reprendre Balkh où il s’empare du trésor de guerre des Turcs, dont le trône doré du khagan. Il traverse ensuite l’Oxus et remporte une victoire décisive, lors de laquelle il aurait abattu Bagha Qaghan d’une flèche. Il va jusqu’aux alentours de Boukhara et défait une armée du fils de Bagha, Birmudha, qu’il capture et envoie à Ctésiphon.
Birmudha est bien reçu par Hormizd, qui le renvoie à Bahram quarante jours plus tard. Le général perse doit le ramener en Transoxiane, tandis que les Sassanides deviennent les suzerains de la Sogdiane et des cités de Chach et Samarcande. Bahram est ensuite envoyé repousser une invasion de nomades dans le Caucase, probablement des Khazars. Il combat aussi les Byzantins et les vainc en Géorgie, avant d’être battu à son tour sans grande conséquence sur les rives de l’Araxe. Hormizd, peut-être jaloux des succès de son général, en profite pour le congédier et l’humilier.

## La rébellion de Vahram et la chute
La noblesse et les états de service de Bahram jouent en sa faveur et il accumule rapidement des soutiens d’importance. Pendant deux ans, de 589 à 591, l’Empire sassanide est le théâtre d’une guerre civile. Bahram nomme d’abord un gouverneur pour le Khorasan et se dirige sur Ctésiphon. C’est un coup sérieux porté à la légitimité de la maison des Sassanides, qui occupent le trône depuis le renversement des Parthes et l’arrivée au pouvoir d’Ardachir Ier en 224. Azen Gushnap est envoyé réprimer la rébellion mais il est assassiné à Hamadan par un de ses hommes, du nom de Zadespras. Une autre armée est envoyée, dirigée par Saramas l’Aîné mais elle est vaincue par Bahram, qui fait exécuter le général par ses éléphants de guerre. Bahram semble suivre une route sur le versant nord du plateau iranien. Il se dirige ensuite vers le sud et la Médie, où se trouvent les résidences d’été des souverains sassanides.
Hormizd se dirige ensuite vers le Grand Zab pour couper les communications entre Ctésiphon et les soldats sassanides à la frontière. Dans le même temps, les soldats autour de Nisibis, principale cité du nord de la Mésopotamie, se révoltent contre Hormizd et rejoignent Bahram. Quant à l'armée loyaliste envoyée face à lui, elle est abreuvée de propagande rebelle et finit par se retourner contre l'empereur. Pour Hormizd, la situation devient intenable et il finit par être victime d'un complot palatin mené par ses deux beaux-frères, Vistahm et Vinduyih qui, selon Josué le Stylite, haïssent Hormizd. Ils le font aveugler avec une aiguille chauffée au fer rouge et mettent sur le trône son fils aîné, Khosro II. Plus tard, dans le courant de l'été 590, les deux frères mettent à mort Hormizd, probablement avec l'accord tacite de Khosro II. Néanmoins, Bahram ne s'arrête pas pour autant et proclame vouloir venger Hormizd. La mort de celui-ci demeure un enjeu fort au plus haut sommet de la hiérarchie sassanide. Quelques années plus tard, Khosro II exécute Vistahm et Vinduyih, aux côtés d'autres aristocrates impliqués dans la mort de son père. Enfin, quand Khosro lui-même est renversé par son fils Kavadh II, celui-ci l'accuse de régicide pour sa compromission dans le meurtre de Hormizd.

## Postérité
Hormizd IV a épousé une fille anonyme de l'Asparapet Shâpur, de la famille féodale des Ispahbudhān. Il laisse plusieurs fils dont :
- Khosro II ;
- prince Kavadh, père de Khosro III ;
- prince Merzeban, ancêtre putatif de la lignée des Chirvanchah[11].